# Gerard van de Schepper
 Gerard van de Schepper (Dordrecht, september 1683 - Onbekend, 28 april 1763) was commandeur (1737-1738) en gouverneur-generaal (1738-1742) van Suriname.
Van de Scheppers' vader was koopman en koster van de Augustijnenkerk in Dordrecht. Gerard werd op 8 september 1683 aldaar gedoopt. 
Gerard van de Schepper trouwde met Catharina Lucia Halkett, dochter van luitenant-kolonel Edward (of Everard) Halkett. Het echtpaar kreeg twee dochters, Elisabeth en Catharina. Elisabeth trouwde met Gerrit Pater, lid van het Hof van Politie en rechter voor criminele zaken in Paramaribo. Zijn broer Cornelis Pater trouwde met de jongere dochter Catharina.

## Suriname
Van de Schepper werd eind 1735 in Nederland benoemd tot Commandeur van Suriname. Hij kreeg een geheime lastbrief waarin stond dat hij, indien gouverneur Breukelerwaard zou overlijden, waarnemend gouverneur zou worden. De gouverneur overleed op 11 augustus 1737 en Van de Schepper trad nog dezelfde dag als commandeur aan. De eerste maanden verliepen rustig maar daarna ontstond er onenigheid tussen hem en de raden van het hof van civiele justitie. Deze weigerden hem als voorzitter van hun vergaderingen te erkennen, waarop Van de Schepper verklaarde dat hun uitspraken ongeldig zouden zijn. Op 1 april 1738 werd hij als Gouverneur-Generaal ingehuldigd. Hij trad krachtig op en maakte meerdere vijanden. Op 15 oktober 1742 kwam Jan Jacob Mauricius in Suriname aan en op 17 oktober nam die zijn functie over.
In de laatste jaren van de 17de eeuw had het Aalmoezeniersweeshuis te Amsterdam regelmatig weeskinderen naar Paramaribo gestuurd om de kolonistenbevolking te laten groeien. In 1737 liet Van de Schepper Joodse kolonisten naar Suriname komen. Zijn opvolger Mauricius voelde er meer voor (andere) Europeanen over te laten komen en schafte de immigratie van Joden weer af. Veel immigranten stierven binnen enkele jaren door tropische ziekten en aanvallen  van marrons.
Van de Schepper was administrateur van diverse plantages van Stephanus Laurentius Neale, een van de allerrijkste kolonisten door de introductie van de koffieteelt in de Suriname. Daarnaast werd Van de Schepper eigenaar van de suikerplantage La Jalousie aan de Kraskreek in Commewijne (na de afschaffing van de slavernij werd deze plantage in 1865 overgekocht door een voormalige slaaf, Adolf Frederik Gravenberch (1811-1906).)

## Overlijden
Echtgenote Catharina Lucia van de Schepper-Halkett overleed in Den Haag op 6 mei 1758. Ze werd begraven in de Kloosterkerk in Den Haag. Van de Schepper overleed op 28 april 1763 en werd in dezelfde kerk bijgezet op 4 mei 1763. Beide graven werden in de jaren vijftig van de 20ste eeuw geruimd. De grafstenen werden behouden.